# Krzak (gromada)
Krzak (do 30 IX 1963 Ruskie Piaski) – dawna gromada, czyli najmniejsza jednostka podziału terytorialnego Polskiej Rzeczypospolitej Ludowej w latach 1954–1972.
Gromady, z gromadzkimi radami narodowymi (GRN) jako organami władzy najniższego stopnia na wsi, funkcjonowały od reformy reorganizującej administrację wiejską przeprowadzonej jesienią 1954 do momentu ich zniesienia z dniem 1 stycznia 1973, tym samym wypierając organizację gminną w latach 1954–1972.
Gromadę Krzak z siedzibą GRN w Krzaku utworzono 1 października 1963 w powiecie zamojskim w woj. lubelskim w związku z przeniesieniem siedziby gromady Ruskie Piaski z Ruskich Piasków do wsi Krzak i zmianą nazwy jednostki na gromada Krzak.
1 stycznia 1969 do gromady Krzak włączono wsie Zarudzie i Wólka Złojecka z gromady Wysokie w tymże powiecie.
Gromada przetrwała do końca 1972 roku, czyli do kolejnej reformy gminnej.